# Erateina saundersi
Erateina saundersi är en fjärilsart som beskrevs av Paul Dognin 1912. Erateina saundersi ingår i släktet Erateina och familjen mätare. Inga underarter finns listade i Catalogue of Life.